# Chen Chia-hsun
Chen Chia-hsun (chinesisch 陳家薰, Pinyin Chén Jiāxūn; * 15. Oktober 1991) ist ein taiwanischer Sprinter, der sich auf den 100-Meter-Lauf spezialisiert.

## Sportliche Laufbahn
Erste internationale Erfahrungen sammelte Chen Chia-hsun im Jahr 2015, als er bei der Sommer-Universiade in Gwangju mit der 4-mal-100-Meter-Staffel an den Start ging, das Rennen dort aber nicht beenden konnte. Zwei Jahre später belegte er bei den Asienmeisterschaften in Bhubaneswar mit der Staffel in 39,40 s den siebten Platz und gewann anschließend bei den Studentenweltspielen in Taipeh in 39,06 s die Bronzemedaille hinter den Teams aus Japan und den Vereinigten Staaten.

## Persönliche Bestzeiten
- 100 Meter: 10,46 s (+1,3 m/s), 19. Oktober 2018 in Kaoshiung
- 200 Meter: 21,42 s (−0,2 m/s), 4. Mai 2016 in Taichung